# Leon Koplewski
Leon Koplewski, ps. „Bezmian”, „Skarbek”, „Tomasz” vel „Salak vel Poklewski” (ur. 3 czerwca 1897 w Warszawie, zm. 10 stycznia 1961 tamże) – ekonomista, oficer Wojska Polskiego i Armii Krajowej, Komendant Garnizonu AK w Wilnie, uczestnik walk na Wileńszczyźnie, więzień sowieckich łagrów.  

## Życiorys
Syn Leona, absolwent liceum w Warszawie i Wyższej Szkoły Handlowej w Poznaniu, uczestnik wojny polsko-bolszewickiej w latach 1919–1920, pracował w Oddziale II Sztabu Generalnego. Przeniesiony do rezerwy w 1923, pracował jako urzędnik w Zarządzie Miasta Warszawy. W czasie II wojny światowej członek ZWZ-AK. W 1942 r. skierowany w stopniu majora na Wileńszczyznę do działań dywersyjno-sabotażowych w ramach organizacji „Wachlarz”. W grudniu tego samego roku mianowany komendantem Garnizonu Wilno „Dwór” AK, którym dowodził do sierpnia 1944 r. Wziął czynny udział w operacji Ostra Brama. Po wkroczeniu Sowietów pozostał w konspiracji, pełniąc funkcję komendanta Inspektoratu A (później AF). 18 grudnia 1944 r. aresztowany przez NKWD. Nie ujawnił swego prawdziwego nazwiska, sądzony był jako Salak-Poklewski. W sierpniu 1945 r. skazany przez sąd NKWD w Wilnie na 15 lat katorżniczych robót i 5 lat pozbawienia praw obywatelskich. Od października tegoż roku więziony w łagrze w Workucie. W maju 1949 r. przeniesiony do specjalnego obozu dla niebezpiecznych przestępców politycznych w Rieczłagu. 2 grudnia 1954 r. zwolniony jako inwalida i skierowany domu dla inwalidów w rejonie Zubowa w Mordwińskiej ASRR. W grudniu 1955 r. powrócił do Warszawy. 